# Endamehoni
Endamehoni est un des 36 woredas de la région du Tigré, en Éthiopie. Son centre administratif est Maychew.